# ولاد بوشييبة (طوازيط الجنوبية)
ولاد بوشييبة هو دُوَّار يقع بجماعة عامر السفلية، إقليم القنيطرة، جهة الرباط سلا القنيطرة في المملكة المغربية. ينتمي الدوّار لمشيخة طوازيط الجنوبية التي تضم 8 دواوير. يقدر عدد سكانه بـ 2366 نسمة حسب الإحصاء الرسمي للسكان والسكنى لسنة 2004.

## روابط خارجية
- البوابة الوطنية للجماعات الترابية
- المندوبية السامية للتخطيط